# Destinée (comics)
Cet article concerne le personnage de Marvel Comics. Pour le personnage de l'univers de Sherlock Holmes, voir Irène Adler.
Pour les articles homonymes, voir Destinée et Adler.
Irene Adler, alias Destinée (« Destiny » en VO) est une super-vilaine évoluant dans l'univers Marvel de la maison d’édition Marvel Comics. Créé par le scénariste Chris Claremont et le dessinateur John Byrne, le personnage de fiction apparaît pour la première fois dans le comic book Uncanny X-Men #141 en janvier 1981.

## Création du personnage
Initialement, le personnage d'Irène Adler est créé par Sir Arthur Conan Doyle pour les aventures de Sherlock Holmes, sans que celle-ci n'ait le moindre pouvoir surnaturel.
Au sein de l'univers Marvel, Irene Adler a affirmé que le personnage de Sherlock Holmes a été inspiré à Conan Doyle par elle-même.

## Biographie du personnage

### Origines
Irene Adler nait au XIXe siècle à Salzbourg en Autriche, au sein d'une riche famille. Lorsque ses pouvoirs mutants se développent, elle est assaillie de visions du futur, qui la rendent aveugle.
Elle erre ensuite quelque temps avant de rencontrer Raven Darkhölme, alias Mystique, de qui elle tombe amoureuse. Mystique l'aide à raconter ses visions, qui sont retranscrites dans des journaux. Elle « adopte » également la mutante Malicia, après sa fugue.

### Parcours
Destinée a fait partie de la troisième version de la Confrérie des mauvais mutants, puis de la Freedom Force. Son pouvoir semble alors plus immédiat : elle prévoit le prochain coup de ses adversaires et anticipe les divers éléments de surprise.
Plus tard, ses pouvoirs comprendront des prédictions à plus grande échelle. Ainsi, dans ses 13 carnets, elle décrit des événements survenu des années après sa mort. De nombreuses actions effectuées par Mystique découlent de consignes laissées par Destinée.

### Mort
Destinée est assassinée par Légion (David Haller), le fils du Professeur Xavier, mais ses carnets continuent de jouer un rôle important dans la série X-Treme X-Men.
Elle a depuis été ramenée à la vie par la mutante Séléné.

## Pouvoirs et capacités
Irene Adler est une mutante capable de prédire l'avenir (prescience ou précognition) à un niveau purement personnel. Cependant, à la fin de sa vie, elle a écrit plusieurs carnets qui semblaient étendre ses prédictions à tout l'univers Marvel. On l'a aussi souvent vue lire les cartes de tarot divinatoire, sans que l'on sache si cela avait un lien avec son pouvoir de précognition.
En complément de ses pouvoirs, Destinée souffre de cécité et est plutôt âgée. Du fait de son handicap, elle n'est pas en mesure de se battre directement dans un combat au corps à corps mais agit le plus souvent lors des combats en tant que conseillère tactique providentielle pour ses coéquipiers. Étant capable de prédire des évènements proches, son pouvoir lui permet d'être une excellente utilisatrice d'armes à feu ; elle utilise également des arbalètes.
- Destinée possède la capacité à prévoir l'avenir proche de manière très précise, mais cette précision diminue proportionnellement à l'accroissement de l’intervalle de temps. Ses prédictions étant parfois peu claires, elle doit se concentrer pour déceler les évènements futurs ayant la meilleure probabilité d’advenir. Elle perçoit généralement les évènements proches (dans un laps de temps de 15 minutes) mais peut également prédire ceux devant arriver des siècles plus tard. Si elle doit prévoir des évènements se situant dans un laps de temps de 10 secondes, ses chances de succès sont équivalentes à 97 % ; elle utilise alors ses visions pour pallier sa cécité[1].
- Elle vieillit lentement, ayant l'apparence d'une personne âgée d'une soixantaine d'années alors qu’en réalité elle en a plus de cent. On ignore s’il s’agit d'un effet lié à une mutation secondaire ou si elle s’est procuré un moyen de retarder son vieillissement[1]

Elle connaissait l'heure de sa propre mort, mais n'a rien fait pour l'éviter. Elle a depuis été ramenée à la vie.
Dans certains souvenirs de sa camarade Mystique, on la voit à des époques plutôt anciennes (par exemple au cours du Far-west), mais aucune explication n'a été fournie à ce sujet (longévité exceptionnelle, voyage dans le temps ?).

## Apparitions dans d'autres médias
Le personnage de Destinée apparaît dans deux séries télévisées d'animation X-Men : tout d'abord, dans deux épisodes de X-Men: Evolution (2000 et 2002) et dans trois épisodes de Uncanny X-Men (2013).
Destinée est également présente dans le jeu vidéo X-Men Legends II : L'Avènement d'Apocalypse (2005).